# تونس الاقتصادية
تونس الاقتصادية هي جريدة ثم مجلة أصدرها الاتحاد التونسي للصناعة والتجارة، وتهتم بالمسائل الاقتصادية.

## تاريخ
صدرت تونس الاقتصادية في شكل جريدة عام 1955 واحتدبت في 6 أوت 1958 لتصدر في شكل مجلة شهرية في شهر أكتوبر 1958 لتتوقف عن الصدور في السنة الموالية، ثم ظهرت كمجلة فصلية بالعربية والفرنسية في نوفمبر 1961، واستمرت إلى أفريل 1965 . ثم عادت للظهور كجريدة شهرية بين جوان 1973 وماي 1974 . وتوقغت لتعود للصدور بالفرنسية في مارس 1976.
تولى إدارة تونس الاقتصادية الفرجاني بالحاج عمار بوصفه رئيسا للاتحاد التونسي للصناعة والتجارة.